# The Monster Ball Tour
The Monster Ball Tour foi a segunda turnê mundial da cantora e compositora americana Lady Gaga, para divulgar seu terceiro EP, The Fame Monster (2009), e seu álbum de estúdio de estreia, The Fame (2008), dividida em duas grandes partes e posteriormente organizada em legs. A turnê foi oficialmente confirmada no dia 15 de outubro de 2009, logo após a turnê da cantora em conjunto com o rapper Kanye West, intitulada Fame Kills: Starring Lady Gaga and Kanye West, ser cancelada.
Descrita pela Gaga como "a primeira já vista ópera eletro-pop", a The Monster Ball Tour se iniciou quatro dias após o lançamento mundial do The Fame Monster, com um show esgotado em Montreal, Canadá, no Bell Centre, em 27 de novembro de 2009, e se encerrou na Cidade do México, no México, em 6 de maio de 2011, num total de 271 apresentações para um público estimado em 2,5 milhões de fãs, arrecadando um total de US$185 milhões.
Os cantores Kid Cudi e Jason Derülo foram escolhidos para os atos de abertura dos shows nos Estados Unidos e no Canadá, enquanto a banda Alphabeat foi escolhida para abrir os shows no Reino Unido, durante a primeira parte da turnê. Durante a Segunda parte da turnê os atos de abertura contam com a banda Semi Precious Weapons e novamente da banda Alphabeat. A Turnê tem como patrocinador oficial a companhia de telefone celular americana Virgin Mobile USA. além de se provar um grande sucesso comercial, a turnê recebeu aclamação da crítica e fãs, avaliadores se impressionaram com a grandiosidade, a teatralidade e o enorme talento de Gaga, chegando a comparar a turnê com turnês de artistas como Madonna e Cher. Entre as músicas cantadas na turnê estão as canções dos álbuns The Fame Monster e The Fame, além de músicas inéditas como "Vanity" e "Glitter and Grease" na segunda parte da turnê.

## Fundo
| A blond woman dancing in a blue dress, which has small glowing lights on it. She is surrounded by dancers in silver, body-hugging dress with a neon green mask in front |  | Bird's eye view of a stage, showing large scaffoldings, neon signs and a green car lying in the middle. |
| A esquerda Gaga performava na versão 1.0(teatro) (De 27/09/2009 a 26/01/2010) e a direita Gaga performava na versão 2.0 (arena) (De 26/01/2010 a 06/05/2011)            |  | |

Inicialmente, o artista de hip-hop Kanye West e Lady Gaga tinha planos para lançar uma turnê conjunta. Fame Kills: Starring Lady Gaga and Kanye West foi confirmada em setembro de 2009, uma turnê que West e Gaga iriam co-coordenar. Na 2009 MTV Video Music Awards, West fez uma declaração pública de que ele iria fazer uma pausa na indústria da música após a reação da mídia e do público sobre seu acesso durante o discurso de aceitação de Taylor Swift por ganhar o VMA para Melhor Vídeo Feminino. No entanto, a programação completa para a Fame Kills foi lançada, com a turnê marcada para começar em 10 de novembro de 2009, em Phoenix, Arizona. Pouco tempo depois, a turnê foi oficialmente cancelada sem qualquer explicação.Gaga foi abordada no anual Women In Music da Billboard onde ela citou as diferenças criativas como a razão para o cancelamento da turnê. Em uma entrevista ela afirmou: "[Kanye] vai fazer uma pausa, mas a boa notícia é que eu não".
|                                                                     |  |  |
| Gaga performando Just Dance e Boys Boys Boys na versão 1.0 (teatro) |  |  |

## Atos de Abertura
- Semi Precious Weapons (Todas as Datas Restantes)
- Kid Cudi (27/11 a 14/12, 2009)
- Jason Derülo (16 de dezembro de 2009 a 26 de janeiro de 2010)
- Far East Movement (Ásia)
- Lady Starlight (06/07 a 19/09, 2010)
- Alphabeat (Reino Unido e Irlanda)
- Scissor Sisters (19/02 a 06/05, 2011)

## Set List
Bloco I:  Birth
- "Jumping Film" (Introdução) (contém elementos de "Dance in the Dark" e Finally)

1. "Dance in the Dark"
2. "Just Dance"

Bloco II: Desert
- "Puke/The Exorcist" (Interlúdio) (contém elementos de "Dance in the Dark")

1. "LoveGame" (contém elementos de "LoveGame: Chew Fu Ghettohouse Fix")
2. "Alejandro"

Bloco III: Forest
- "Raven/Don't Call Me Gaga" (Interlúdio) (contém elementos de "Monster")

1. "Monster"
2. "So Happy I Could Die" (excerto nos show em Detroit, Boston, eNova York)
3. "Teeth"
4. "Speechless"

- "Virgin Call Gag" (Introdução)

1. "Poker Face" (Versão Acústico)
2. "Make Her Say"

Bloco IV: Egypt
- "Tank Girl" (Interlúdio)

1. "Fashion"
2. "The Fame"
3. "Money Honey"
4. "Beautiful, Dirty, Rich"

Bloco V: City
- "Antler Film" (Interlúdio) (contém elementos de "Fancy Footwork (Crockers Remix)" e "Shook Ones (Dj Fashen Remix)")

1. "Boys Boys Boys"
2. "Paper Gangsta" (exceto em 21/01 a 26/01, 2010)
3. "Poker Face" (contém elementos de "Poker Face: Space Cowboy Remix")

- "Monster Film" (Introdução)

1. "Paparazzi"

Bloco VI: The Monster Ball
1. "Eh, Eh (Nothing Else I Can Say)"
2. "Bad Romance"

- "Tattoo Film" (Encerramento)

Bloco I:  New York City
- "Jumping Film" (Introdução) (contém elementos de "Dance in the Dark" e Finally)

1. "Dance in the Dark"
2. "Glitter and Grease"
3. "Just Dance"
4. "Beautiful, Dirty, Rich"
5. "Vanity" (Somente de 18/02 a 16/09 de 2010)
6. "The Fame"

Bloco II: New York City Subway
- "Puke Film" (Interlúdio) (contém elementos de "Dance in the Dark")

1. "LoveGame" (contém elementos de "LoveGame: Chew Fu Ghettohouse Fix")
2. "Boys Boys Boys"
3. "Money Honey"

- "Virgin Call Gag" (Introdução)

1. "Telephone"
2. "Speechless" (Acústico) (exceto em 01/03 a 06/05 de 2011)
3. "Born This Way" (Acústico) (a partir de 01/03/2011)
4. "Americano" (Acústico) (a partir de 03/05/2011)
5. "Yoü and I" (Acústico) (a partir de 28/06/2010)

Bloco IV: The Glitter Way
- "Jump Film/Tornado" (Introdução)

1. "So Happy I Could Die" (exceto em 23/02 a 06/05 de 2011)

Bloco V: Central Park
- "Put Your Paws Up" (Interlúdio) (contém elementos de "Fancy Footwork (Crockers Remix)" e "Shook Ones (Dj Fashen Remix)")

1. "Monster"
2. "Teeth"
3. "Alejandro"

- "Manifesto of Litte Monster" (Interlúdio)

1. "Poker Face" (contém elementos de "Poker Face: Space Cowboy Remix")

Bloco VI: The Monster Ball
- "Apocalyptic Film" (Interlúdio) (contém elementos de "Girls" do Style of Eye)

1. "Paparazzi"
2. "Bad Romance"
3. "Born This Way" (2011)
4. "Judas" (a partir de 03/05/2011)

- "Fan Made Film" (Encerramento)

### Fatos sobre a Turnê & Box de Venda De Ingressos

Lady Gaga performando Telephone em Nova York durante a The Monster Ball Tour

Lady Gaga cantando "Monster" na The Monster Ball Tour